# Atsushi Katagiri
Atsushi Katagiri (片桐 淳至 Katagiri Atsushi?), född 1 augusti 1983 i Gifu prefektur, är en japansk före detta fotbollsspelare.
Katagiri började sin karriär 2002 i Nagoya Grampus Eight. 2004 blev han utlånad till CA Rosario Central och Quilmes AC. Han gick tillbaka till Nagoya Grampus Eight 2005. 2005 flyttade han till FC Horikoshi. Efter FC Horikoshi spelade han för FC Gifu, Ventforet Kofu och MIO Biwako Shiga. Han avslutade karriären 2013.